# Praemastus rhodator
Praemastus rhodator är en fjärilsart som beskrevs av George Francis Hampson 1901. Praemastus rhodator ingår i släktet Praemastus och familjen björnspinnare. Inga underarter finns listade i Catalogue of Life.